# احتياطيات الغاز الطبيعي في إيران

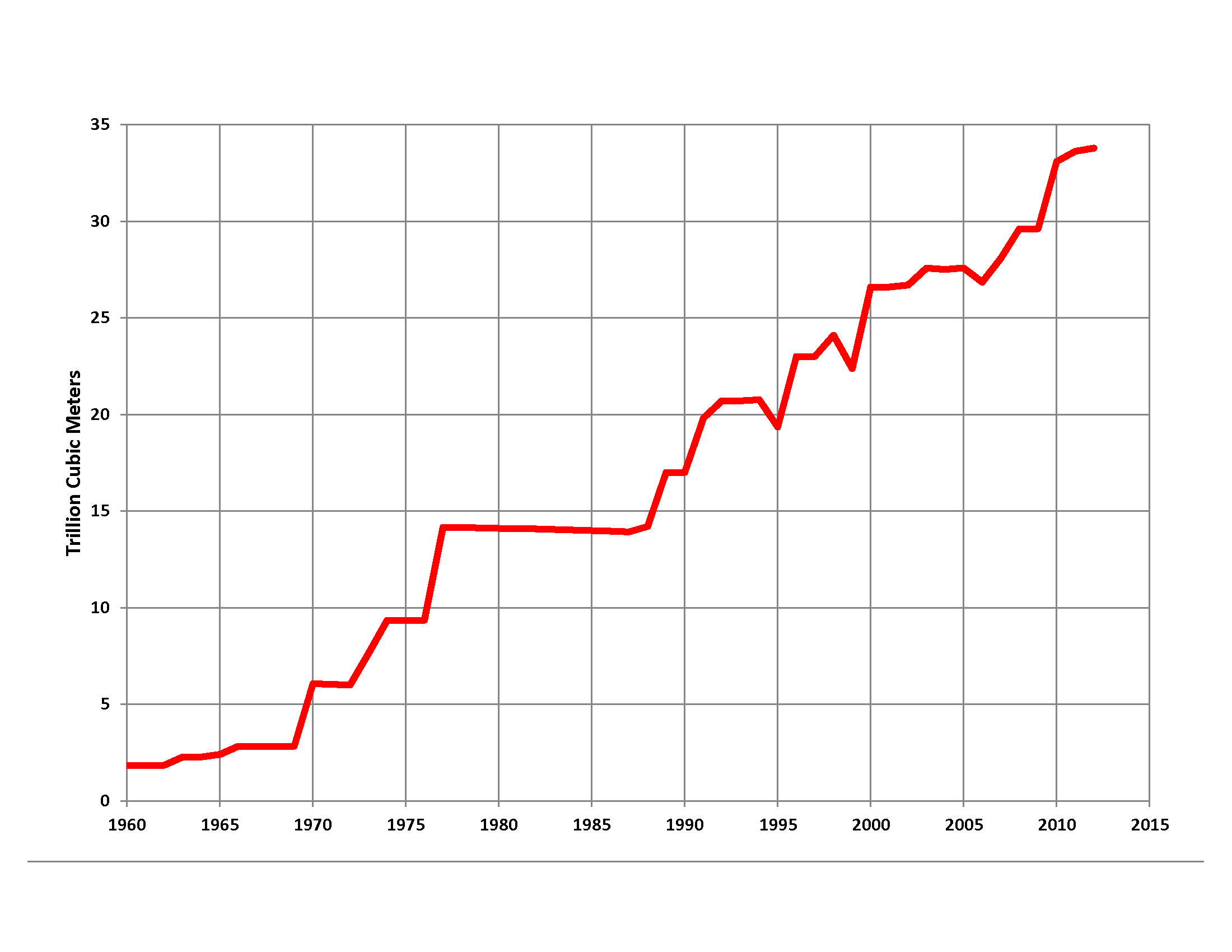
توفير احتياطيات الغاز الطبيعي في إيران (بيانات من أوبك)

البلدان حسب احتياطيات الغاز الطبيعي المؤكدة (2014)، استنادا إلى بيانات من كتاب الحقائق العالمي. تجدر الإشارة إلى أن إيران لديها ثانى أكبر احتياطى في العالم بعد روسيا

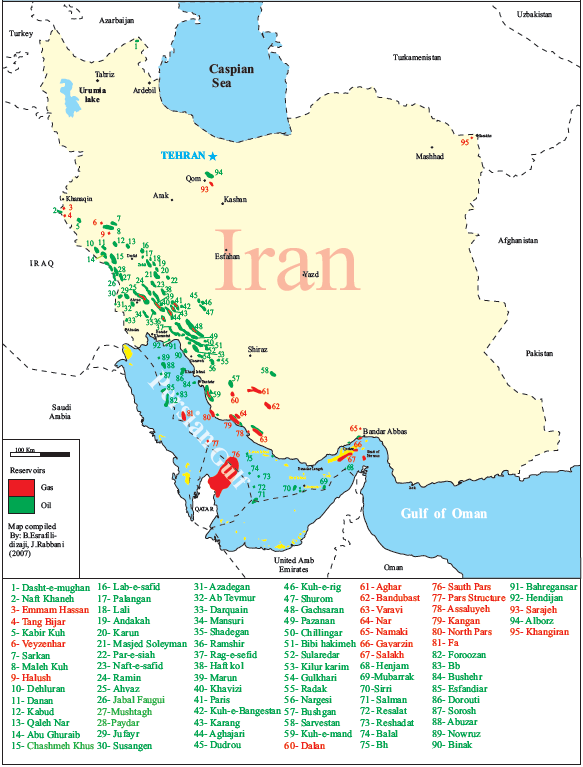
خريطة موقع حقول الغاز الإيرانية

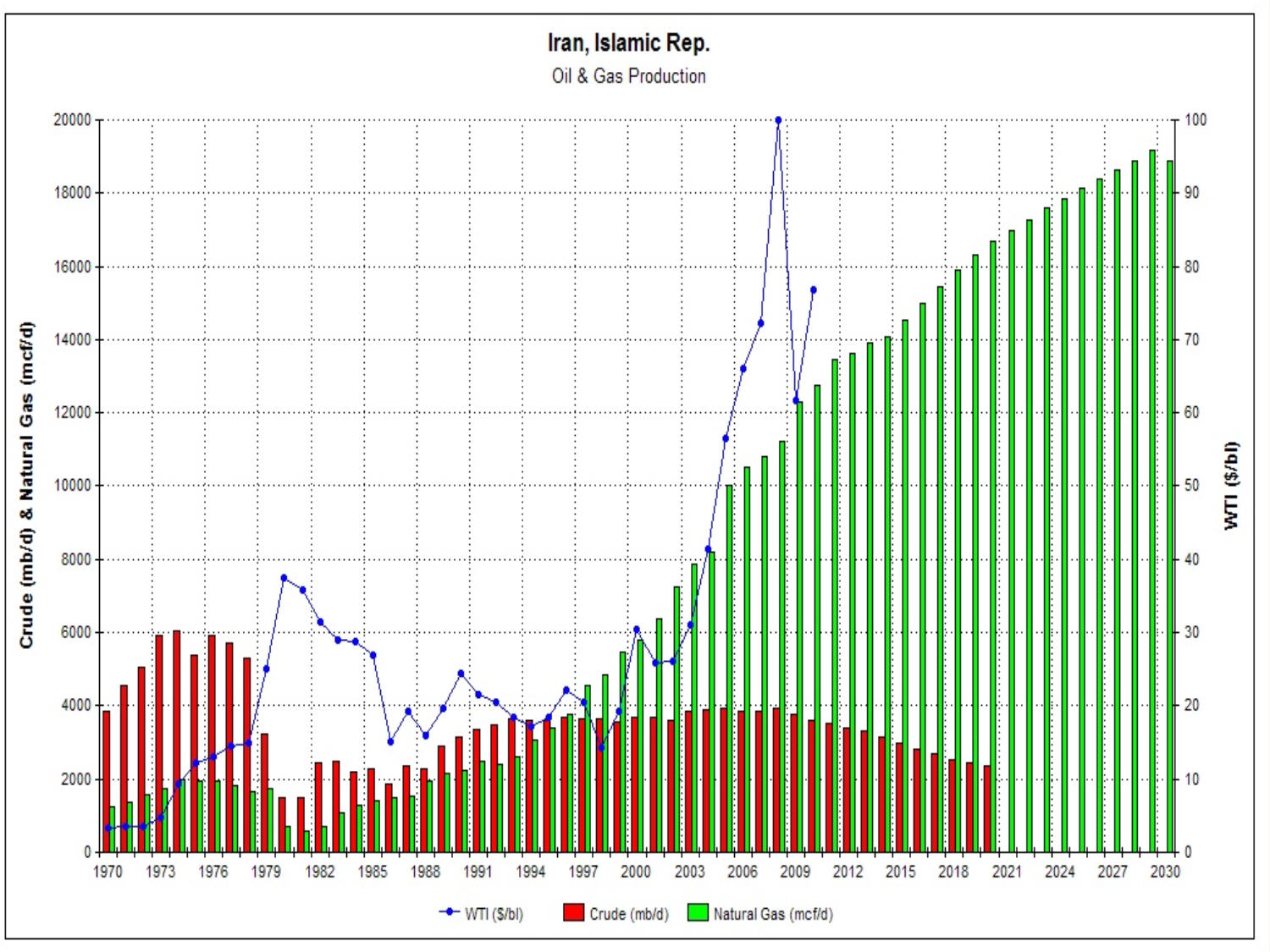
إنتاج النفط والغاز الإيراني (1970-2030)

وفقا لوزارة النفط الإيرانية، فإن 'احتياطيات الغاز الطبيعي المؤكدة في إيران تبلغ نحو 1,046 تريليون قدم مكعب (29.6 تريليون متر مكعب) أو حوالي 15.8٪ من إجمالي الاحتياطيات في العالم. منها 33٪ من الغاز المصاحب و 67٪ في حقول الغاز غير المصاحب. ولديها ثاني أكبر احتياطي في العالم بعد روسيا. وبما أن ما يقرب من 5,850 قدم مكعب من الغاز يعادل مساويا لمحتوى الطاقة من برميل واحد (0.16 متر مكعب) من النفط، فإن احتياطيات إيران من الغاز تمثل ما يقرب من 216 مليار برميل (3.43 × 1010 متر مكعب) من النفط.
وقدرت إدارة معلومات الطاقة الأمريكية احتياطيات إيران المؤكدة من الغاز اعتبارا من بداية عام 2013 حيث بلغت 1,187 تريليون قدم مكعب (33,6 تريليون متر مكعب). مما يجعلها أول العالم، متجاوزا روسيا.
وتعتبر إيران واحدة من أكثر المناطق الغنية بالمواد الهيدروكربونية في العالم. منذ أول بئر نفط في البلاد في عام 1908، تم اكتشاف 145 حقل هيدروكربوني و 297 خزان نفط وغاز في إيران، مع وجود العديد من الحقول ذات مناطق دفع متعددة. مجموعه 102 من الحقول هي النفط والباقي 43 حقل غاز، وهناك 205 خزانات نفطية و 92 خزانا للغاز الطبيعي. وفقا لورقة توازن إيران للطاقة (2009، باللغة الفارسية)، 78 من هذه الحقول نشطة حاليا، مع 62 البرية و 16 البحرية، وترك 67 حقول غير نشطة في الوقت الحاضر. ويوجد نحو 23 حقل هيدروكربوني في المناطق الحدودية وتتقاسمها إيران والدول المجاورة، بما في ذلك الكويت والعراق وقطر والبحرين والإمارات العربية المتحدة والمملكة العربية السعودية وتركمانستان.
لا تزال إيران لديها إمكانات هائلة لاكتشافات جديدة هامة للغاز: مناطق مثل بحر قزوين، شمال شرق، الكوير المركزي، وخاصة المناطق التي تبدأ من حقول غاز آغار ودالان في محافظة فارس حتى مضيق هرمز والخليج العربي الوسطى لديها كمية كبيرة من موارد الغاز غير المكتشفة. ووفقا لمديرية استكشاف شركة النفط الوطنية الإيرانية، هناك نحو 150 قبوة غير مستكشفة في إيران.
في عام 1998، قدر المسح الجيولوجي الأمريكي أن موارد الغاز غير المكتشفة في إيران تتراوح بين 226 و 820 تريليون قدم مكعب، بمتوسط مرجح محتمل قدره 465 تريليون قدم مكعب (13.2 تريليون متر مكعب).
وفي يناير 2008، قال وزير النفط الإيراني غلام حسين نوذري: «تستهدف الشركة إنتاج مليار متر مكعب من الغاز يوميا».
| البرية المصاحب      | 13.5% |
| البرية غير المصاحب  | 18.4% |
| البحرية المصاحب     | 1%    |
| البحرية غير المصاحب | 67.1% |

أكبر عشرة حقول الغاز غير المصاحب في إيران:
| حقل                    | الغاز في المكان             | احتياطي قابل للاسترداد                               |
| ---------------------- | --------------------------- | ---------------------------------------------------- |
| حقل غاز الشمال         | 500×1012 قدم3 (14,000 كـم3) | 360×1012 قدم3 (10,000 كـم3)                          |
| كيش                    | 66×1012 قدم3 (1,900 كـم3)   | 50×1012 قدم3 (1,400 كـم3)                            |
| حقل غاز البارس الشمالي | 60×1012 قدم3 (1,700 كـم3)   | 47×1012 قدم3 (1,300 كـم3)                            |
| غُلشن                   | 55×1012 قدم3 (1,600 كـم3)   | 45×1012 قدم3 (1,300 كـم3) to 25×1012 قدم3 (710 كـم3) |
| تابناك                 | NA                          | 21.2×1012 قدم3 (600 كـم3)                            |
| كنغان                  | NA                          | 20.1×1012 قدم3 (570 كـم3)                            |
| خانغيران               | NA                          | 16.9×1012 قدم3 (480 كـم3)                            |
| نار                    | NA                          | 13×1012 قدم3 (370 كـم3)                              |
| آغار                   | NA                          | 11.6×1012 قدم3 (330 كـم3)                            |
| الفارسيی (مبنی-B)      | NA                          | 11×1012 قدم3 (310 كـم3) - 22×1012 قدم3 (620 كـم3)    |

وهناك أيضا العديد من حقول الغاز المكتشفة في إيران التي تحتفظ بجزء منخفض من الميثان وجزء كبير من N2. هذه الحقول الغازية هي كبير كوه، ميلاتون، سامند، هوليلان وأحمدي. يذكر أن حقل غاز كبير كوه الواقع في محافظة لرستان يمتلك 21 تريليون قدم مكعب من الغاز. يتكون الغاز الميداني من N2 64.33٪، CH4 33.64٪، CO2 2٪ و 0.03٪.
| اسم الحقل                | الغاز في المكان  | الغاز في المكان | احتياطي الغاز القابل للاسترداد | احتياطي الغاز القابل للاسترداد |
| اسم الحقل                | تريليون قدم مكعب | مليار متر مكعب  | تريليون قدم مكعب               | مليار متر مكعب                 |
| ------------------------ | ---------------- | --------------- | ------------------------------ | ------------------------------ |
| كيش                      | 66               | 1,900           | 50                             | 1,400                          |
| سردارِ جَنغَل               | 50               | 1,400           | NA                             | NA                             |
| تابناك                   | 30               | 850             | NA                             | NA                             |
| فروز                     | 24.7             | 700             | NA                             | NA                             |
| مادَر                     | 17.5             | 500             | NA                             | NA                             |
| الفارسي (مبنی-B)         | 11-23            | 310-650         | NA                             | NA                             |
| هالغان                   | 12.4             | 350             | 9                              | 250                            |
| قير (سفيد زخور)          | 11.4             | 320             | 8.5                            | 240                            |
| طبقة غاز يادآواران       | 9.75             | 276             | NA                             | NA                             |
| لاوان                    | 9.1              | 260             | NA                             | NA                             |
| تشكيل بلال-دهروم         | 8.8              | 250             | NA                             | NA                             |
| هُما                      | 7.6              | 220             | NA                             | NA                             |
| سفيد باغون               | 6.3              | 180             | 4.45                           | 126                            |
| طبقة غاز مارون           | 6.2              | 180             | NA                             | NA                             |
| غاردان                   | 5.7              | 160             | NA                             | NA                             |
| دِي                       | 4.4              | 120             | NA                             | NA                             |
| طبقة غاز بينك            | 3.5              | 99              | NA                             | NA                             |
| طبقة غاز كرنج            | 2.9              | 82              | NA                             | NA                             |
| طبقة غاز بي بي حكيمة     | 2.4              | 68              | NA                             | NA                             |
| طوس                      | 2.19             | 62              | 1.6                            | 45                             |
| زيره                     | 1                | 28              | NA                             | NA                             |
| كوهِ آسماري (مسجد سليمان) | 1                | 28              | 0.739                          | 20.9                           |
| آرَش                      | 0.79             | 22              | NA                             | NA                             |
| خير آباد                 | 0.17             | 4.8             | NA                             | NA                             |
| مجموع                    | 277.3            | 7,850           | NA                             | NA                             |

تبلغ احتياطيات إيران من النفط والغاز 137 مليار برميل (2.18 × 1010 م 3) (10٪ من الإجمالي العالمي) و 41.14 تريليون متر مكعب (15٪ من الإجمالي العالمي) على التوالي، مما يعطيها وضعا فريدا في إمدادات الطاقة العالمية. تمتلك إيران أيضا 50٪ من حقل الغاز البحري في روم في بحر الشمال، وهو أكبر حقل للغاز غير مستغلة في بريطانيا. ومن المتوقع أن يصل إنتاج الغاز الطبيعى في إيران إلى 900 مليون متر مكعب/يوم بحلول عام 2015.

## تطوير

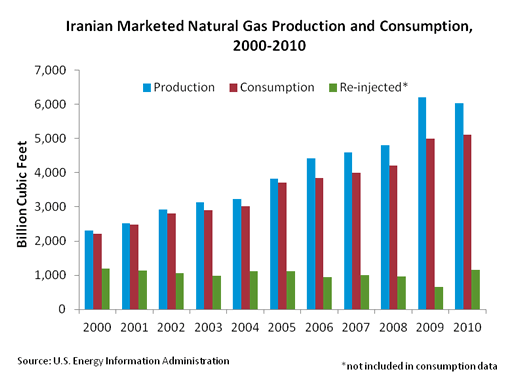
إنتاج واستهلاك الغاز الطبيعي الإيراني (2000-2010)

وفى الوقت الحاضر، لا تنتج إيران سوى حصة صغيرة من احتياطياتها من الغاز، اى حوالى 5.5 تريليون قدم مكعب / 160 مليار متر مكعب / سنويا. وهذا يعني أن إيران هي إحدى البلدان القليلة القادرة على توريد كميات أكبر بكثير من الغاز الطبيعي في المستقبل. بلغ إجمالي صادرات الغاز في إيران في 2009/2010 رقما قياسيا بلغ 6.8 مليار متر مكعب، بزيادة 44٪ عن العام السابق.
وكان صافي صادرات إيران من الغاز في عام 2010 1.57 مليار متر مكعب. وفي عام 2010، بلغت صادرات إيران ووارداتها من الغاز الطبيعي 8.42 و 6.85 مليار متر مكعب على التوالي. في عام 2010، صدرت إيران 0.4 و 0.25 و 7.77 مليار متر مكعب من الغاز إلى أرمينيا وأذربيجان وتركيا على التوالي. ومن حيث الواردات، تلقت إيران 0.35 و 6.5 مليار متر مكعب من أذربيجان وتركمانستان على التوالي. تمتلك إيران ما يقرب من 29.6 تريليون متر مكعب من احتياطيات الغاز المؤكدة التي تمثل 16٪ من إجمالي الاحتياطيات في العالم. وهذا يضع إيران وراء روسيا مع ثاني أكبر احتياطي للغاز في جميع أنحاء العالم. في عام 2009، بلغ إنتاج الغاز الطبيعي في إيران 116 مليار متر مكعب. وفي عام 2010، ارتفع هذا الرقم إلى 138.5 مليار متر مكعب، وهو ما يمثل زيادة بنسبة 19٪. وتستهلك معظم الغازات في إيران محليا، وتزداد بمعدل سنوي متوسط قدره 12٪ على مدى السنوات ال 15 الماضية.
وتخطط إيران لاستثمار 15 مليار دولار سنويا لتوسيع طاقتها الإنتاجية السنوية من الغاز إلى 300 مليار متر مكعب بحلول عام 2014، من 170 مليارا في عام 2009. وسوف تستثمر 50 مليار دولار من 2010 حتى 2020 على مشاريع الغاز الطبيعي المسال. وتعتزم إيران تصدير 8 ملايين طن من الغاز الطبيعي المسال بحلول عام 2012. كما تهدف البلاد إلى زيادة صادرات الغاز الطبيعي بمقدار خمسة أضعاف إلى 60 مليار متر مكعب سنويا (2.1 تريليون قدم مكعب) بحلول عام 2014. ومن المتوقع ان يرتفع الطلب العالمى على الغاز بين 2 و 3 في المائة سنويا على مدى 20 إلى 25 عاما القادمة، بينما تشكل الهند والصين الاسواق الرئيسية لصادرات إيران من الغاز.
ويشير تقرير صدر مؤخرا (11 ديسمبر 2011) من وزير البترول الإيراني إلى أنه تم اكتشاف احتياطي كبير من الغاز الطبيعي داخل الجانب الإيراني من بحر قزوين. وتقدر هذه الاحتياطيات ب 50 تريليون قدم مكعب (1.42 تريليون متر مكعب).